# Metropolitansko mesto Catania
Metropolitansko mesto Catania (italijansko Città metropolitana di Catania) je metropolitansko mesto na Siciliji v južni Italiji. Njegovo glavno mesto je Catania. Nadomestila je pokrajino Catania in zajema mesto Catania in drugih 57 občin (comuni).

## Zgodovina
Najprej je bilo ustanovljeno z reformo lokalnih oblasti (zakon 142/1990), nato pa z regionalnim zakonom 15. avgusta 2015.

## Geografija

### Območje
Metropolitansko mesto meji na metropolitansko mesto Messina (nekdanja pokrajina Messina) in pokrajine Enna, Siracusa, Ragusa in Caltanissetta. Del njenega ozemlja vključuje metropolitansko območje Catania.
Metropolitansko mesto je obrnjeno proti Jonskemu morju na vzhodu, metropolitanskemu mestu Mesina na severu, pokrajini Enna in Caltanissetta na zahodu, ter pokrajini Siracusa in Ragusa na jugu. V pokrajini je Etna, največji aktivni ognjenik v Evropi.

### Občine
- Aci Bonaccorsi
- Aci Castello
- Aci Catena
- Aci Sant'Antonio
- Acireale
- Adrano
- Belpasso
- Biancavilla
- Bronte
- Calatabiano
- Caltagirone
- Camporotondo Etneo
- Castel di Iudica
- Castiglione di Sicilia
- Catania
- Fiumefreddo di Sicilia
- Giarre
- Grammichele
- Gravina di Catania
- Licodia Eubea
- Linguaglossa
- Maletto
- Maniace
- Mascali
- Mascalucia
- Mazzarrone
- Militello in Val di Catania
- Milo
- Mineo
- Mirabella Imbaccari
- Misterbianco
- Motta Sant'Anastasia
- Nicolosi
- Palagonia
- Paternò
- Pedara
- Piedimonte Etneo
- Raddusa
- Ragalna
- Ramacca
- Randazzo
- Riposto
- San Cono
- San Giovanni la Punta
- San Gregorio di Catania
- San Michele di Ganzaria
- San Pietro Clarenza
- Sant'Agata li Battiati
- Sant'Alfio
- Santa Maria di Licodia
- Santa Venerina
- Scordia
- Trecastagni
- Tremestieri Etneo
- Valverde
- Viagrande
- Vizzini
- Zafferana Etnea

## Promet
Obstaja veliko glavnih cest, ki prečkajo ozemlje province. S.S 114 (Messina-Catania-Sirakuze) povezuje številna obalna mesta od Messine do Sirakuz, S.S 121 (Catania-Caltanissetta-Palermo), ki vzhodno obalo povezuje s Palermom preko mest Misterbianco, Paternò in Adrano. S.S 417 (Catania-Gela) povezuje Catanio z mestoma Gela in Caltagirone. Skozi provinco potekajo tudi avtoceste A18 Messina-Catania in A19 Catania-Palermo.
S.S 114 in S.S 192 (Catania-Enna) se začneta s prelaza Catania, medtem ko SS.514 teče skozi južni del pokrajine in se povezuje z Raguzo.
Glavna železnica je tista, ki povezuje Messino s Sirakuzami.
Iz pristanišča Catania do Livorna, Malte in Neaplja vozijo trajekti.